# (2065) Spicer
Pour les articles homonymes, voir Spicer.
(2065) Spicer est un astéroïde de la ceinture principale, découvert à l'observatoire Goethe Link près de Brooklyn, dans l'Indiana.